# Lucien Victor
Lucien Honore Victor (Oekene, 28 juni 1931 - Saint-Menges, 17 september 1995) was een Belgisch professioneel wielrenner tussen 1953 en 1956. In 1952 won hij samen met Robert Grondelaers en André Noyelle een gouden medaille op de Olympische Spelen op het ploegenklassement op de weg. 
Victor stopte op 25-jarige leeftijd met wielrennen na een zware val in Marokko. Hij stierf in 1995 tijdens een fietstocht die hij maakte in de Franse Ardennen. 

## Erelijst
- 1952

1e Ronde van Vlaanderen -23jaar
1e eindklassement Ronde van Limburg - amateurs
1e Olympische Spelen ploegenklassement op de weg (met André Noyelle en robert Grondelaers - amateurs
4e Olympische Spelen wegrit - amateurs
- 1954 - profs

1e Omloop van het Houtland
- 1955 - profs

1e 2e etappe ronde van Marokko

## Resultaten in voornaamste wedstrijden
| Jaar | Gent-Wevelgem | Kuurne-Brussel-Kuurne |
| ---- | ------------- | --------------------- |
| 1954 | 45e           |                       |
| 1955 |               | 5e                    |

1912: Friborg, Malm, Persson, Lönn ·
1920: Souchard, Canteloube, Detreille, Gobillot ·
1924: Blanchonnet, Hamel, Wambst ·
1928: Hansen, Nielsen, Jørgensen ·
1932: Pavesi, Segato, Olmo ·
1936: Charpentier, Lapébie, Dorgebray ·
1948: Wouters, De Lathouwer, Van Roosbroeck ·
1952: Noyelle, Grondelaers, Victor ·
1956: Geyre, Moucheraud, Vermeulin